# Carretera nacional N-330
La Carretera Nacional N-330 (strada statale 330) è una strada statale spagnola che unisce Almansa (Albacete) al tunnel del Somport (confine con la Francia) via Saragozza. È nota anche come carretera nacional de Alicante a Francia por Zaragoza (strada nazionale da Alicante alla Francia via Saragozza) in quanto il primo tratto da Alicante ad Almansa venne rinominato A-31 nel 2004.
La gestione della N-330 è interamente di competenza dello stato spagnolo.

## Percorso

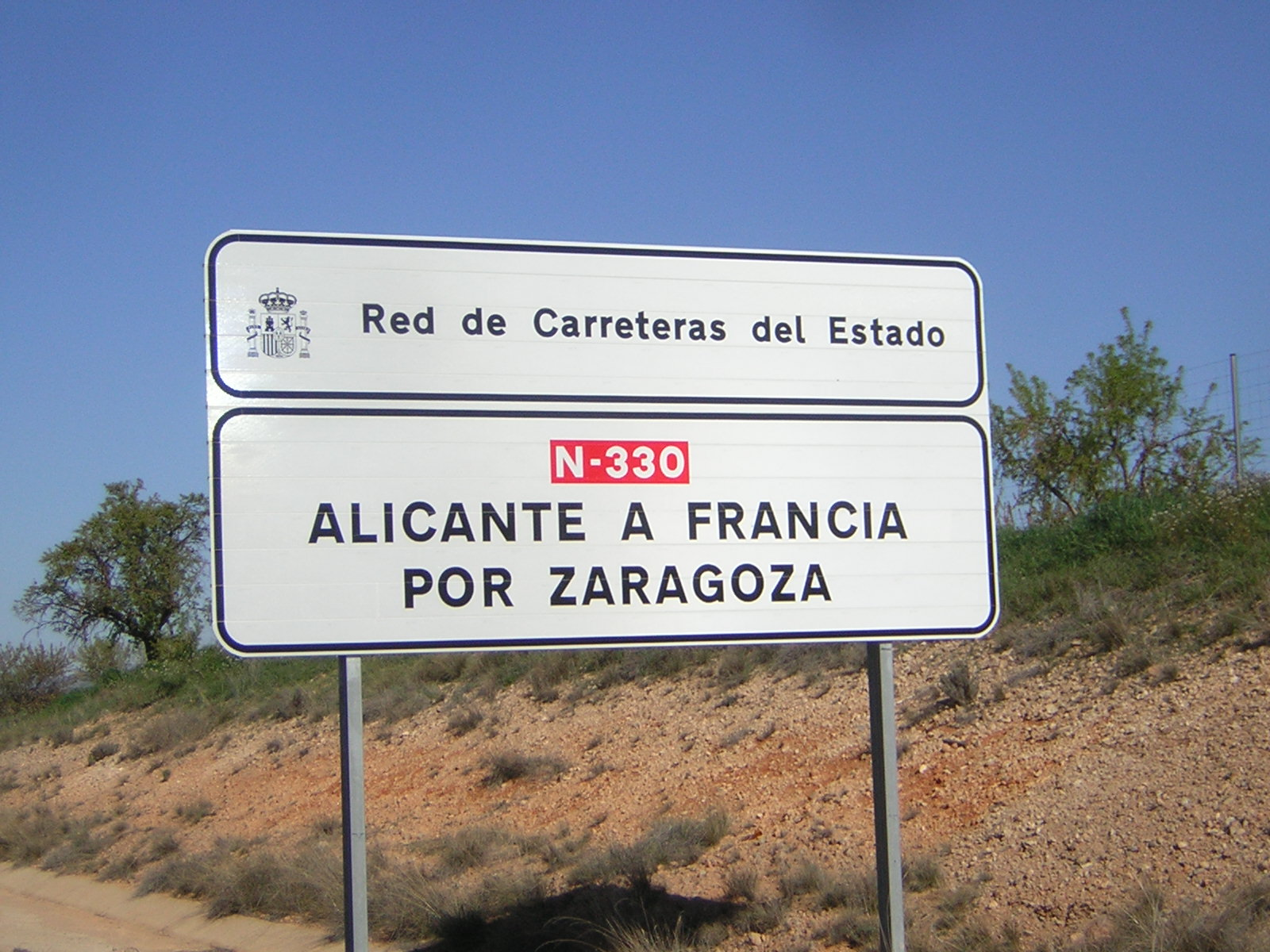
Cartello identificativo della N-330 nei pressi di Utiel

La N-330 nasce ad Almansa in Castiglia-La Mancia, incrocia l'A-31 ed entra, dopo pochi km, nella Comunità Valenciana. Nei pressi di Requena incontra la N-322 (Cordova-Requena), la N-3 (Madrid-Valencia) e l'A-3. Continua per Teruel (Aragona) e, dopo aver incrociato la N-420 (Cordova-Tarragona), confluisce nella N-234 (Sagunto-Burgos) fino a Daroca dove la strada riprende il suo percorso correndo parallela all'A-23 fino a Saragozza. Attraversata la capitale aragonese, continua il suo percorso sempre parallela all'A-23 attraversando Huesca e condividendo poi il tracciato con la superstrada fino a Jaca. Da qui la strada inizia a salire attraversando le valli dell'Aragon e del Canfranc per poi terminare al tunnel del Somport (confine con la Francia) diventando route nationale 134.